# Дахівник-Дахівський Володимир Опанасович
Єпископ Володимир  (в миру Володимир Опанасович Дахівник-Дахівський, або Даховник-Даховський нар.1893 — пом. після 1930-х) — юрист, український релігійний діяч, єпископ УАПЦ з титулами Переяславський (1922), Кам'янецький (1922—1927), Тульчинський (1927—1930). 

## Життєпис
Народився на Полтавщині. Здобув освіту у духовній семінарії, закінчив Московський університет (юридичний факультет). Працював на Далекому Сході.
Висвятився на священика 1917-го.
Був делегатом Першого собору православної церкви 1921 року. Організовував УАПЦ на Переяславщині, відтак 2 січня 1922-го за несподівано великої уваги громадськості (зійшлась величезна кількість люду) був висвячений на єпископа Переяславського у Мазепинській церкві місцевого монастиря, яка, до того ж, не належала УАПЦ.
Щоправда через конфлікт із окружною радою був змушений за короткий час полишити єпархію.
Того ж 1922-го став єпископом Кам'янецьким. Дахівник-Дахівський влаштував на новій єпархії чистку духовенства (найбільш аморальних осіб), а також виключив чотири парафії, які відмовлялися виконувати вказівки єпископа. За те зазнав критики, довго просив підшукати йому іншу єпархію.
Відтак 15 лютого 1927 року таки був переведений — став єпископом Тульчинським (Тульчинсько-Гайсинської округи). У Тульчині церкви УАПЦ не було, тому місцем перебування єпископа був Ладижин.
У 1927 році під час перебування у Києві давав поради Всеукраїнській православній церковні раді (ВПЦР) щодо першого номера журналу «Церква і життя». «Журнал слід наблизити більш до розуміння середнього читача і навіть до загальнограмотного парафіянина, а тому треба більш популяризувати зміст журналу, бо інакше він не зацікавить духівництво й залишиться в Редколегії», — висловлювався Дахівник-Дахівський.
Дахівник-Дахівський був єпископом Тульчинським до самознищення церкви під тиском ДПУ 1930 року. Сам єпископ тоді написав фатального листа, який став приводом для скликання другого «надзвичайного» собору УАПЦ.
У 1931 році заарештований і вивезений до Сибіру. Там загинув.